# Stella by Starlight
Stella by Starlight è uno standard jazz composto da Victor Young e fece da colonna sonora del film La casa sulla scogliera come una canzone a tema strumentale senza testo, nel 1946 fu affidata a Ned Washington, che ne scrisse il testo.
"Stella by Starlight" è uno degli standard jazz più popolari, classificato al decimo posto dal sito web jazzstandards.com. La sua registrazione del maggio 1947, realizzata da Harry James e la sua orchestra, raggiunse il 21º posto nelle classifiche pop. Due mesi dopo, anche la registrazione di Frank Sinatra con Axel Stordahl e la sua orchestra raggiunse la 21ª posizione.

## Versioni strumentali
- 1952: Charlie Parker con l'Orchestra di Joe Lippman
- 1957: Jim Hall Trio (chitarra jazz)
- 1961: Ben Webster (The Warm Moods)
- 1963: Errol Parker
- 1963, 1966: Martial Solal ( At Newport 63 , 1963; Zoller Koller Solal, con Attila Zoller, 1966)
- 1963, 1966: Bill Evans ( Conversations with Myself , 1963; A Simple Matter of Conviction , 1966)
- 1965: Miles Davis
- 1974: Joe Pass (Virtuoso)
- 1975: Oscar Peterson / Joe Pass ( Oscar Peterson e Joe Pass alla Salle Pleyel)
- 1980: Sam Jones
- 1985: Joe Henderson ( The State of the Tenor, Vols. 1 & 2
- 1986 2009 Keith Jarrett ( Standards Live  (in) 1986; Yesterdays , 2009)
- 1992: Biréli Lagrène (Standard)
- 1994: Michel Petrucciani e Niels-Henning Ørsted Pedersen (Michel Petrucciani e Niels-Henning Orsted Pedersen)
- 2001: Jean-Michel Pilc
- 2010: Bill Charlap con Peter Bernstein e Peter Washington (I'm Old Fashioned)

## Versioni vocali
- 1957: Anita O'Day (Anita Sings The Most)
- 1961: Ella Fitzgerald ( Clap Hands, Here Comes Charlie! )